# 1,3,5-Trihydroxybenzol
1,3,5-Trihydroxybenzol (Trivialname Phloroglucin) ist ein Derivat des Benzols, ein dreiwertiges Phenol und gehört zur Gruppe der Polyphenole. Formal kann es daher auch als (Cyclo-)Trimer des Ketens (H2C=C=O) aufgefasst werden. Die beiden anderen Isomere sind 1,2,3-Trihydroxybenzol (Pyrogallol) und 1,2,4-Trihydroxybenzol (Hydroxyhydrochinon). Vom 1,3,5-Trihydroxybenzol leiten sich viele Naturstoffe wie Flavone und Anthocyanfarbstoffe ab.

## Geschichte
Die erste Darstellung gelang dem österreichischen Chemiker Heinrich Hlasiwetz im Jahr 1855 aus dem Naturstoff Phloretin, der aus der Rinde von Obstbäumen gewonnen wurde. Der Name Phloroglucin stammt aus der griechischen Umschreibung für „Süße Rinde“. Eine frühe Quelle beschreibt einen sehr süßen Geschmack der Verbindung.

## Vorkommen

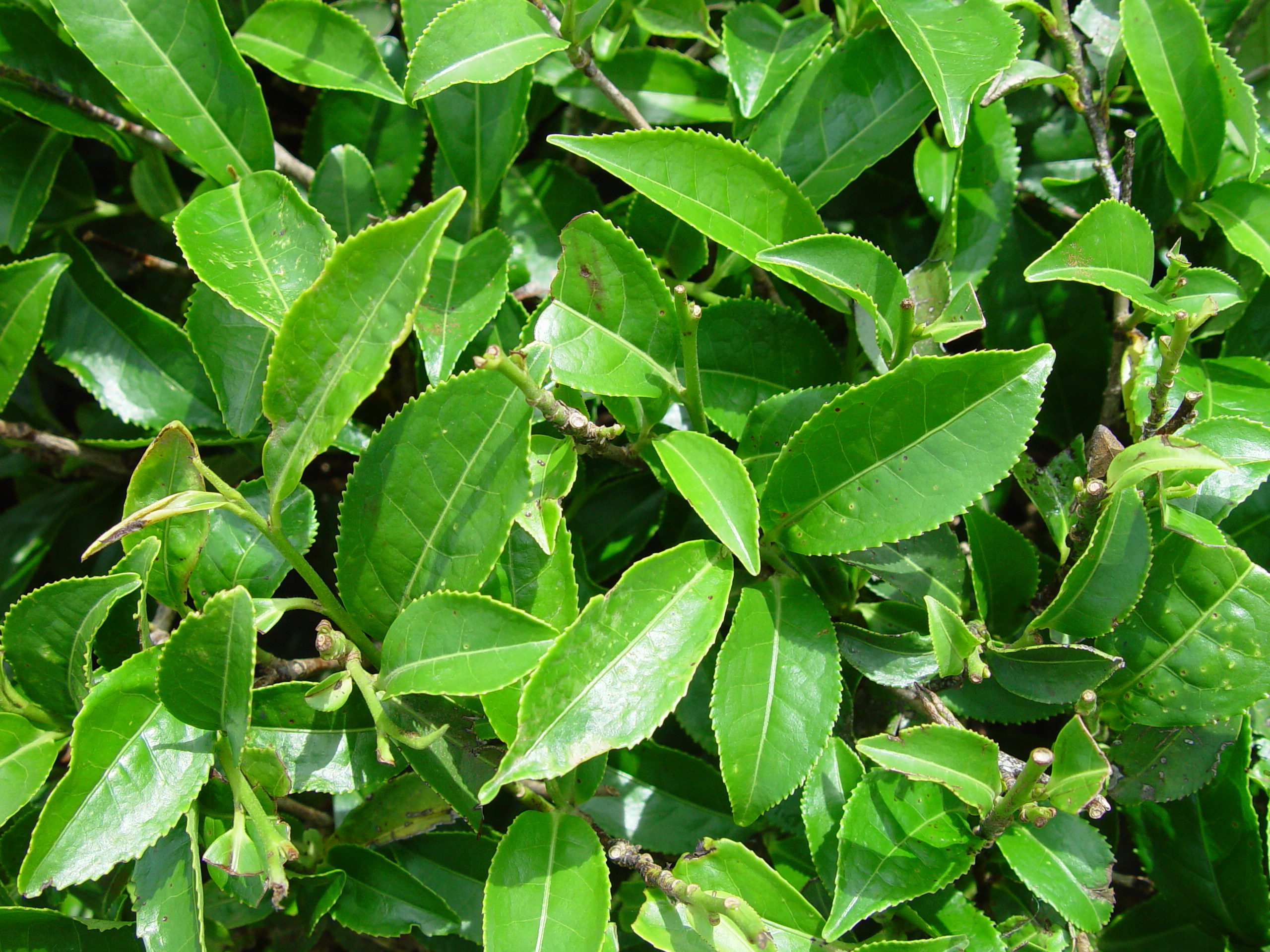
Teeblätter

Phloroglucin kommt in freier Form in Teeblättern und in verschiedenen Eucalyptus- und Akazienarten, wie z. B. Eucalyptus kino und Acacia arabica vor. Es konnte auch aus Streptomycetenkulturen isoliert werden. In Form von Glucosid- und Prenylderivaten wurde es in Hopfen, Farnen, Johanniskraut und Braunalgen gefunden. Es kann aus pflanzlichen Polyphenolen, wie Gerbstoffen, Flavonen und Anthocyanen durch einen Abbau isoliert werden.

## Darstellung und Gewinnung
1,3,5-Trihydroxybenzol kann durch die Spaltung vieler höher zusammengesetzter Pflanzenstoffe, wie Drachenblut, Gummigutt, Quercetin, Morin oder Maklurin erhalten werden. Eine erste technische Synthese geht vom Trinitrotoluol aus, welches zunächst mittels Natriumdichromat zur entsprechenden Benzoesäure oxidiert wird. Im Folgeschritt wird nach einer Decarboxylierung und Reduktion mittels Eisen im sauren Medium das 1,3,5-Triaminobenzol erhalten. Eine nucleophile Substitution im wässrig saurem Medium ergibt dann die Zielverbindung. Ein neueres Verfahren geht vom 1,3,5-Triisopropylbenzol aus, das analog zum Cumolhydroperoxid-Verfahren zunächst mittels Sauerstoff in das entsprechende Trihydroperoxid überführt wird. Dessen saure Spaltung ergibt dann 1,3,5-Trihydroxybenzol und Aceton.
Weitere Synthesevarianten sind Umsetzung des 1,3,5-Triacetylbenzoltrioxims in einer Beckmann-Umlagerung und anschließender Hydrolyse, einer Hofmann-Umlagerung von Benzol-1,3,5-tricarbonsäuretriamid, sowie der nucleophilen Substitution mittels Alkoxiden am 1,3,5-Tribrombenzol und anschließender sauren Etherspaltung. Auch durch das Schmelzen von Resorcin mit Natriumhydroxid kann 1,3,5-Trihydroxybenzol erhalten werden.

## Eigenschaften

### Physikalische Eigenschaften
1,3,5-Trihydroxybenzol tritt in fester Phase in zwei Kristallformen, einem Anhydrat und einem Dihydrat auf. Das Anhydrat schmilzt bei 218,7 °C mit einer Schmelzenthalpie von 34,5 kJ·mol−1. Bei Raumtemperatur wandelt sich das Anhydrat schon ab einer relativen Luftfeuchte von 16 % in das Dihydrat um. Das Dihydrat gibt beim Erhitzen ab 50 °C das Wasser wieder ab. Der Prozess ist endotherm und mit einer Reaktionsenthalpie von 107 kJ·mol−1 verbunden. Nach Korrektur mit der Verdampfungsenthalpie von Wasser ergibt sich eine Umwandlungsenthalpie vom Dihydrat zum Anhydrat mit 19,3 kJ·mol−1. Beide Formen kristallisieren in orthorhombischen Kristallgittern, allerdings in unterschiedlichen Raumgruppen mit P212121 für das Anhydrat bzw. Pnma für das Dihydrat. Die Verbindung zersetzt sich, bevor der Siedepunkt erreicht ist. Die Löslichkeit in Wasser beträgt etwa 1 Ma%, in Alkohol etwa 9 Ma% und in Pyridin 75 Ma%. In Ether und Benzol ist es gering löslich.

### Chemische Eigenschaften
Auf Grund einer Keto-Enol-Tautomerie mit einem Gleichgewicht zwischen 1,3,5-Trihydroxybenzol und Cyclohexa-1,3,5-trion verhält es sich chemisch sowohl wie ein Phenol wie auch ein Keton. In Veresterungs- und Veretherungsreaktionen können die entsprechenden mono, di- und trisubstituierten Phenole erhalten werden. Als Phenol geht es elektrophile Substitutionen wie Friedel-Crafts-Acylierungen, Halogenierungen oder Nitrierungen ein. Mit Hydroxylamin bildet es als Keton ein Trioxim bzw. mit Natriumbisulfit die entsprechenden Addukte.
Die Hydrierung der Verbindung ergibt das 1,3,5-Trihydroxycyclohexan. Mit Diazoniumsalzen geht sie leicht Azokupplungen ein. 1,3,5-Trihydroxybenzol ist lichtempfindlich und wird daher in braunen Glasflaschen aufbewahrt.

## Verwendung

Kondensationsprodukt von 1,3,5-Trihydroxybenzol mit Coniferylalkohol, das für die Rotfärbung beim Ligninnachweis verantwortlich ist

Salzsaure 1,3,5-Trihydroxybenzol-Lösung wird bei der Papier-Herstellung zum Nachweis von Lignin, der im Holzschliff enthalten ist, verwendet.
Bei Anwesenheit von Lignin in einer Probe tritt eine rotviolette Färbung auf. Dabei reagiert die Carbonylgruppe des in der Ligninstruktur enthaltenen Coniferylaldehyds mit dem 1,3,5-Trihydroxybenzol.
Es ist außerdem Bestandteil von Günzburgs Reagenz – einer alkoholischen Lösung von 1,3,5-Trihydroxybenzol und Vanillin zum qualitativen Nachweis der freien Salzsäure im Magensaft.
In der Mikroskopie dient es zum Entkalken von Knochenproben. 1,3,5-Trihydroxybenzol dient auch als Reagens für Pentosen, Pentosane und Aldehyde.
Es dient als Azo-Kupplungskomponente zum Färben von Baumwolle, Cellulosefasern, Viskose, Seide, Nylon und Leder und ist in Haarfärbemitteln und Kosmetika enthalten. Weiterhin wird es als Kuppler im Diazo-Druck genutzt. In der organischen Chemie dient als Ausgangskomponente für Lichtschutzsubstanzen, Photoresists, Pharmawirkstoffen, Stabilisatoren, Antioxidantien oder Flüssigkristallen. In der Polymerchemie führt es zu hochverzweigten Polymeren wie Polyimide, Polyester und Polyether.

## Nachweis
Zum qualitativ-analytischen Nachweis entsteht bei der Bromierung mit Kaliumbromid und Brom das Tribromphloroglucin, das einen Schmelzpunkt von 151 °C hat.

## Externe Links zu erwähnten Verbindungen
1. ↑  Externe Identifikatoren von bzw. Datenbank-Links zu 1,3,5-Triaminobenzol:  CAS-Nr.: 108-72-5, EG-Nr.: 203-610-7, ECHA-InfoCard: 100.003.283, PubChem: 66952, ChemSpider: 60311, Wikidata: Q27117974.
2. ↑  Externe Identifikatoren von bzw. Datenbank-Links zu 1,3,5-Triacetylbenzoltrioxim:  CAS-Nr.: 65382-85-6, PubChem: 9555314, Wikidata: Q82242776.
3. ↑  Externe Identifikatoren von bzw. Datenbank-Links zu Benzol-1,3,5-tricarbonsäuretriamid:  CAS-Nr.: 60541-32-4, PubChem: 448554, ChemSpider: 395315, Wikidata: Q82096790.
4. ↑  Externe Identifikatoren von bzw. Datenbank-Links zu Cyclohexa-1,3,5-trion:  CAS-Nr.: 30770-49-1, PubChem: 18625100, ChemSpider: 13316117, Wikidata: Q82490224.
5. ↑  Externe Identifikatoren von bzw. Datenbank-Links zu 1,3,5-Trihydroxycyclohexan:  CAS-Nr.: 2041-15-8, PubChem: 230351, ChemSpider: 200626, Wikidata: Q72459734.